# Finale du Grand Prix IAAF
La Finale du Grand Prix (anglais : IAAF Grand Prix Final) est une ancienne compétition d'athlétisme organisée annuellement par l'IAAF. Disputée de 1985 à 2002, l'épreuve rassemblait les athlètes ayant remporté le plus grand nombre de points lors des différents meetings du circuit IAAF. La Finale du Grand Prix est remplacée par la Finale mondiale de l'athlétisme à partir de la saison 2003.

## Éditions
| - 1985 : Rome - 1986 : Rome - 1987 : Bruxelles - 1988 : Berlin - 1989 : Monaco - 1990 : Athènes - 1991 : Barcelone - 1992 : Turin - 1993 : Londres |  | - 1994 : Paris - 1995 : Monaco - 1996 : Milan - 1997 : Fukuoka - 1998 : Moscou - 1999 : Munich - 2000 : Doha - 2001 : Melbourne - 2002 : Paris |

## Palmarès

### Hommes
| Édition | Or                         | Argent                     | Bronze                     |
| ------- | -------------------------- | -------------------------- | -------------------------- |
| 1985    | Doug Padilla 63 pts        | Mike Franks 60 pts         | Sergueï Bubka 59 pts       |
| 1986    | Saïd Aouita 63 pts         | Andre Phillips 61 pts      | Steve Scott 61 pts         |
| 1987    | Tonie Campbell 63 pts      | Greg Foster 59 pts         | Sergueï Bubka 58 pts       |
| 1988    | Saïd Aouita 63 pts         | Mike Conley 61 pts         | Danny Harris 58 pts        |
| 1989    | Saïd Aouita 69 pts         | Roger Kingdom 63 pts       | Steve Backley 63 pts       |
| 1990    | Leroy Burrell 63 pts       | Noureddine Morceli 61 pts  | Danny Harris 59 pts        |
| 1991    | Sergueï Bubka 69 pts       | Jan Železný 63 pts         | Michael Johnson 63 pts     |
| 1992    | Kevin Young 63 pts         | Werner Günthör 63 pts      | Igor Astapkovich 59 pts    |
| 1993    | Sergueï Bubka 72 pts       | Jan Železný 72 pts         | Colin Jackson 72 pts       |
| 1994    | Noureddine Morceli 78 pts  | Samuel Matete 72 pts       | Mike Conley 72 pts         |
| 1995    | Moses Kiptanui 84 pts      | Jan Železný 72 pts         | Mark Crear 72 pts          |
| 1996    | Daniel Komen 103 pts       | Jonathan Edwards 99 pts    | Dennis Mitchell 95 pts     |
| 1997    | Wilson Kipketer 114 pts    | Lars Riedel 99 pts         | Mark Crear 95 pts          |
| 1998    | Hicham El Guerrouj 136 pts | Haile Gebrselassie 114 pts | Bryan Bronson 97 pts       |
| 1999    | Bernard Barmasai 111 pts   | Kostas Gatsioudis 109 pts  | Wilson Kipketer 108 pts    |
| 2000    | Angelo Taylor 101 pts      | Yuriy Bilonog 94 pts       | Adam Nelson 93 pts         |
| 2001    | André Bucher 102 pts       | Allen Johnson 101 pts      | Hicham El Guerrouj 100 pts |
| 2002    | Hicham El Guerrouj 116 pts | Félix Sánchez 116 pts      | Christian Olsson 102 pts   |

### Femmes
| Édition | Or                           | Argent                      | Bronze                       |
| ------- | ---------------------------- | --------------------------- | ---------------------------- |
| 1985    | Mary Slaney 69 pts           | Stefka Kostadinova 63 pts   | Judi Brown-King 63 pts       |
| 1986    | Yordanka Donkova 69 pts      | Maricica Puica 65 pts       | Tsvetanka Khristova 63 pts   |
| 1987    | Merlene Ottey 63 pts         | Doina Melinte 63 pts        | Stefka Kostadinova 61 pts    |
| 1988    | Paula Ivan 63 pts            | Grace Jackson 63 pts        | Ana Fidelia Quirot 57 pts    |
| 1989    | Paula Ivan 67 pts            | Galina Chistyakova 63 pts   | Sandra Farmer-Patrick 63 pts |
| 1990    | Merlene Ottey 63 pts         | Heike Drechsler 63 pts      | Petra Felke 63 pts           |
| 1991    | Heike Henkel 63 pts          | Merlene Ottey 63 pts        | Natalya Artyomova 63 pts     |
| 1992    | Heike Drechsler 63 pts       | Merlene Ottey 61 pts        | Trine Hattestad 59 pts       |
| 1993    | Sandra Farmer-Patrick 72 pts | Sonia O'Sullivan 72 pts     | Stefka Kostadinova 72 pts    |
| 1994    | Jackie Joyner-Kersee 72 pts  | Svetla Dimitrova 72 pts     | Sonia O'Sullivan 72 pts      |
| 1995    | Maria Mutola 78 pts          | Anna Biryukova 72 pts       | Gwen Torrence 72 pts         |
| 1996    | Ludmila Engquist 93 pts      | Merlene Ottey 90 pts        | Michelle Freeman 85 pts      |
| 1997    | Astrid Kumbernuss 99 pts     | Deon Hemmings 93 pts        | Kim Batten 91 pts            |
| 1998    | Marion Jones 130 pts         | Svetlana Masterkova 107 pts | Falilat Ogunkoya 101 pts     |
| 1999    | Gabriela Szabo 108 pts       | Maria Mutola 108 pts        | Deon Hemmings 104 pts        |
| 2000    | Trine Hattestad 110 pts      | Marion Jones 104 pts        | Gail Devers 104 pts          |
| 2001    | Violeta Szekely 116 pts      | Maria Mutola 105 pts        | Tatyana Tereshchuk 96 pts    |
| 2002    | Marion Jones 116 pts         | Gail Devers 111 pts         | Ana Guevara 108 pts          |